# 大潘科
大潘科（德語：Groß Pankow）是德国勃兰登堡州的一个市镇，隶属于普里格尼茨县。总面积为250.77平方千米，截至2020年总人口为3789人。